# لنگواثبی
لنگواثبی (به انگلیسی: Langwathby) یک روستا و محله مدنی در بریتانیا است که در منطقه ادن واقع شده‌است. لنگواثبی ۸۶۶ نفر جمعیت دارد.